# Heimatland (Gemeinde Marchegg)
Heimatland ist ein Ortsteil in der Stadtgemeinde Marchegg im Bezirk Gänserndorf in Niederösterreich.
Die Rotte befindet sich ganz im Süden des Gemeindegebietes knapp nördlich von Schloss Hof. Der Ort liegt auf einer Seehöhe von 145 m ü. A. und besteht aus einigen großen landwirtschaftlichen Anwesen. Der Ort ist offiziell eine Rotte, wird aber bisweilen auch als Siedlung Heimatland geführt.